# Скрытые субтитры
Скрытые субтитры (англ. Closed caption, closed subtitles) — субтитры, невидимые в обычном режиме, которые можно включить (сделать видимыми) в любой момент.

Значок скрытых субтитров

Как скрытые, так и обычные субтитры позволяют людям с проблемами слуха, изучающим новый язык, впервые учащимся читать, находящимся в шумных помещениях и другим читать текст диалога звуковой части видео, фильма или другой презентации. Субтитры могут содержать не только произнесённые фразы, но и информацию о том, кто из персонажей произнёс их, а также информацию о других звуках.
Отличие от обычных субтитров заключается в том, что скрытые субтитры можно активировать или деактивировать. Обычные субтитры чаще всего являются частью изображения фильма или программы и не могут быть деактивированы.